# Eltville am Rhein
Eltville am Rhein este un oraș din landul Hessa, Germania.

## Monumente
- Mănăstirea Eberbach, monument istoric din secolul al XII-lea